# John Moore (generál)
Sir John Moore (13. listopadu 1761, Glasgow, Velká Británie – 16. ledna 1809 u La Coruña, Španělsko) byl britský generál během napoleonských válek.
Moore vstoupil roku 1776 jako praporčík do anglické armády a prodělal americkou osvobozeneckou válku a expedice proti Gibraltaru a Korsice. Roku 1796 byl převelen do Západní Indie již jako brigádní generál a od května 1796 byl guvernérem ostrova Santa Lucia. Ze zdravotních důvodů však již roku 1797 se musel vrátit do Velké Británie. Bojoval proti irským povstalcům a roku 1799 je činný v Egyptě – zraněn v pozemní bitvě u Abukiru (25. července 1799) a poté se roku 1800 vyznamenal při obsazení Káhiry. Roku 1805 velel na Sicílii a roku 1808 obdržel velení sboru o 10 000 mužů, který měl podpořit Švédsko proti Rusku a Dánsku. Jelikož se však hned po přistání naprosto nepohodl s králem Gustavem IV. a dokonce byl jím krátce zajat, okamžitě odcestoval se sborem zpět do Velké Británie. Poté vyslán do Portugalska, kde spojil své síly s jednotkami generála Bairda a vytáhl proti Burgosu. Doufal v pomoc španělských partyzánů, ale nakonec, aby nebyl obklíčen Francouzi (maršál Soult) musel zahájit ústup celého sboru do přístavu La Coruňa. Během naloďování byl sbor vystaven útoku Francouzů a při zadržovacích bojích byl generál Moore zabit.
Je pohřben v La Coruňa. Jeho bratr vydal Historii tažení ve Španělsku (Londýn 1809) a generálův životopis (1834)
Jeho mladší bratr Graham Moore (1764–1843) sloužil u královského námořnictva, dosáhl hodnosti admirála a zastával funkci prvního námořního lorda (1816–1820).